# Виморожування
Виморожування (англ. freezing out) —
- 1. Видалення здатних до конденсації газів чи рідин шляхом конденсування їх у вловлювачі при низькій температурі.
- 2. В аналітичній хімії — вловлювання речовин, які містяться в малих кількостях у відхідному після спалювання газі, шляхом охолодження газу в спеціальному пристрої.
- 3. Концентрування розчинів шляхом переведення частини розчинника в тверду фазу при охолодженні.